# Arrup edentulus
Arrup edentulus är en mångfotingart som först beskrevs av Carl Graf Attems 1904.  Arrup edentulus ingår i släktet Arrup och familjen storhuvudjordkrypare. Inga underarter finns listade i Catalogue of Life.